# Brauhaus Pfaffenhofen

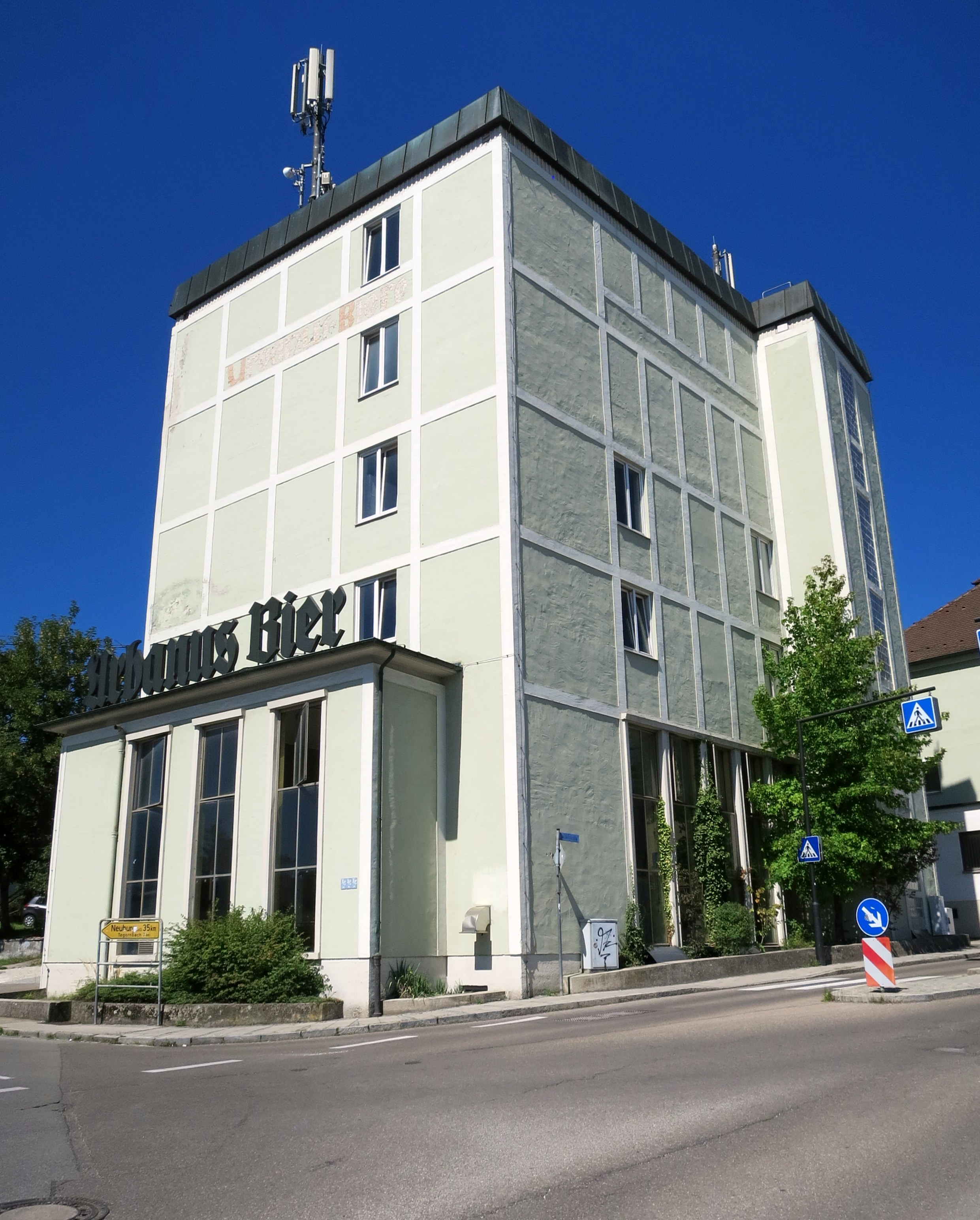
Sudhaus des Brauhauses Pfaffenhofen

Das Brauhaus Pfaffenhofen war eine Brauerei in Pfaffenhofen an der Ilm. Die Biere wurden von 1968 bis 2018 unter der Bezeichnung Urbanus vermarktet.

## Geschichte
Der Ursprung des Brauhauses Pfaffenhofen geht bis auf den „Wohlherrn-Bräu“ am Pfaffenhofener Hauptplatz zurück, der 1612 erstmals erwähnt wird. 1790 erwarb der Freisinger Braumeister Franz Xaver Urban die unweit davon gelegene „Brauerei Bortenschlager“, die er 1804 seiner Tochter übergab; sein Sohn Sebastian übernahm 1815 den erwähnten „Wohlherrn-Bräu“. Diese beiden Betriebe schlossen sich 1922 mit dem „Kramer-Bräu“ und dem „Pfaffel-Bräu“ zum Brauhaus Pfaffenhofen zusammen. Zuletzt wurden etwa 25.000 Hektoliter Bier pro Jahr produziert.
Das Gemeinschaftsunternehmen befand sich – mit Ausnahme der ehemaligen Pfaffel-Bräu-Besitzer – bis zuletzt im Besitz der Gründerfamilien, Hauptanteilseigner war die Familie Urban. Neben dem Müllerbräu war Urbanus zum Zeitpunkt der Schließung die letzte verbliebene Brauerei in Pfaffenhofen; 1740 bestanden noch elf Braustätten.
Zum Jahresende 2018 wurde die Brauerei geschlossen. Die Markenrechte gehen an die Toerring-Gruppe über. Die Biere werden seitdem im ebenfalls zur Toerring-Gruppe gehörenden Hofbrauhaus Freising gebraut.

## Kellerweizen
Nach jahrelangen Versuchen gelang es dem Brauhaus Pfaffenhofen im Jahr 2003 ein Weizenbier unter Verwendung von Champagnerhefen zu brauen. Diese Art der alkoholischen Gärung war bis dahin nur bei der Produktion von Wein, Sekt und Champagner möglich. Der österreichische „Bierpapst“ Conrad Seidl hält das patentierte Kellerweizen für „eine der wenigen echten Innovationen auf dem deutschen Biermarkt“.

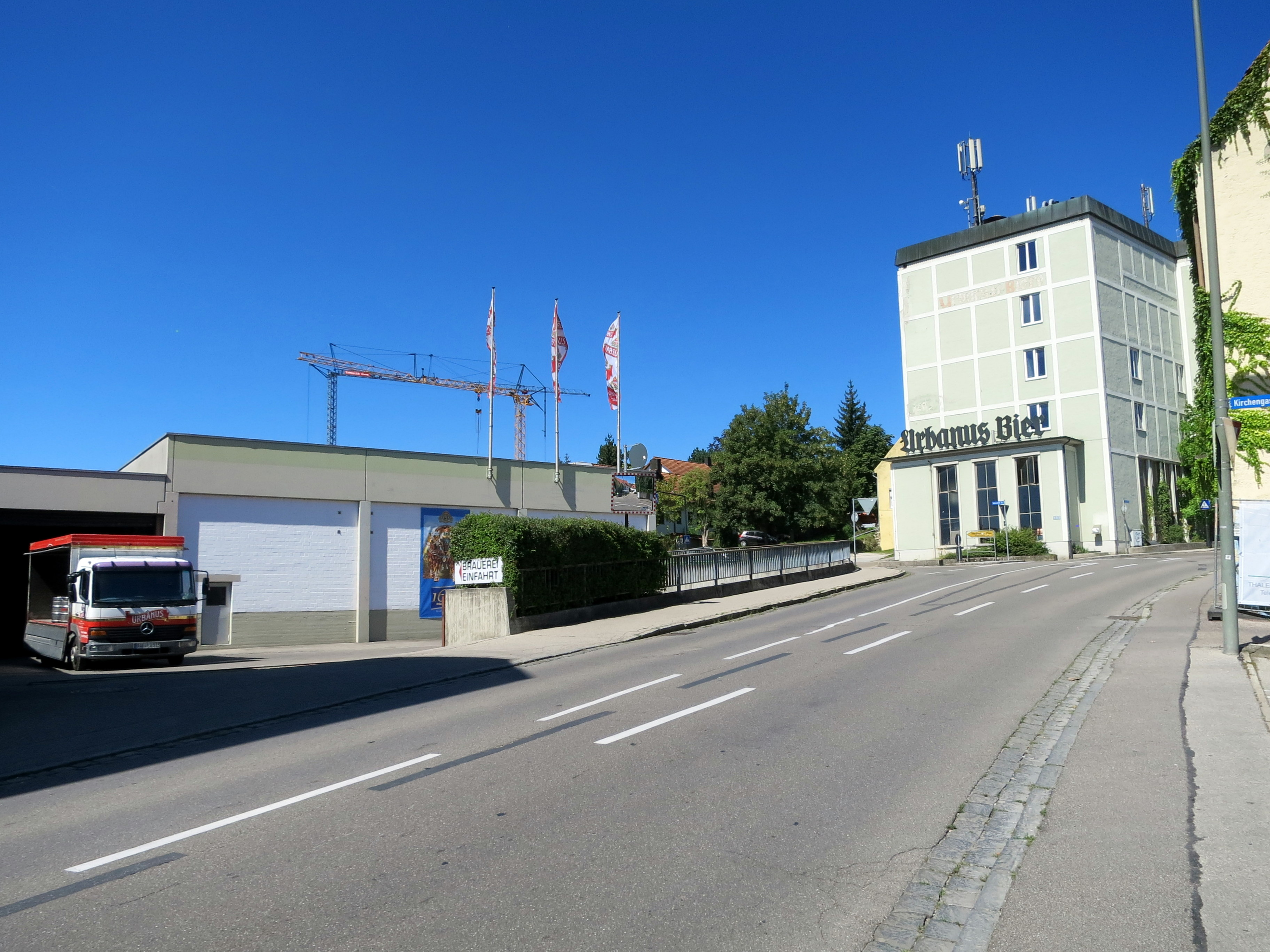
Ansicht des Sudhauses mit weiteren Gebäuden
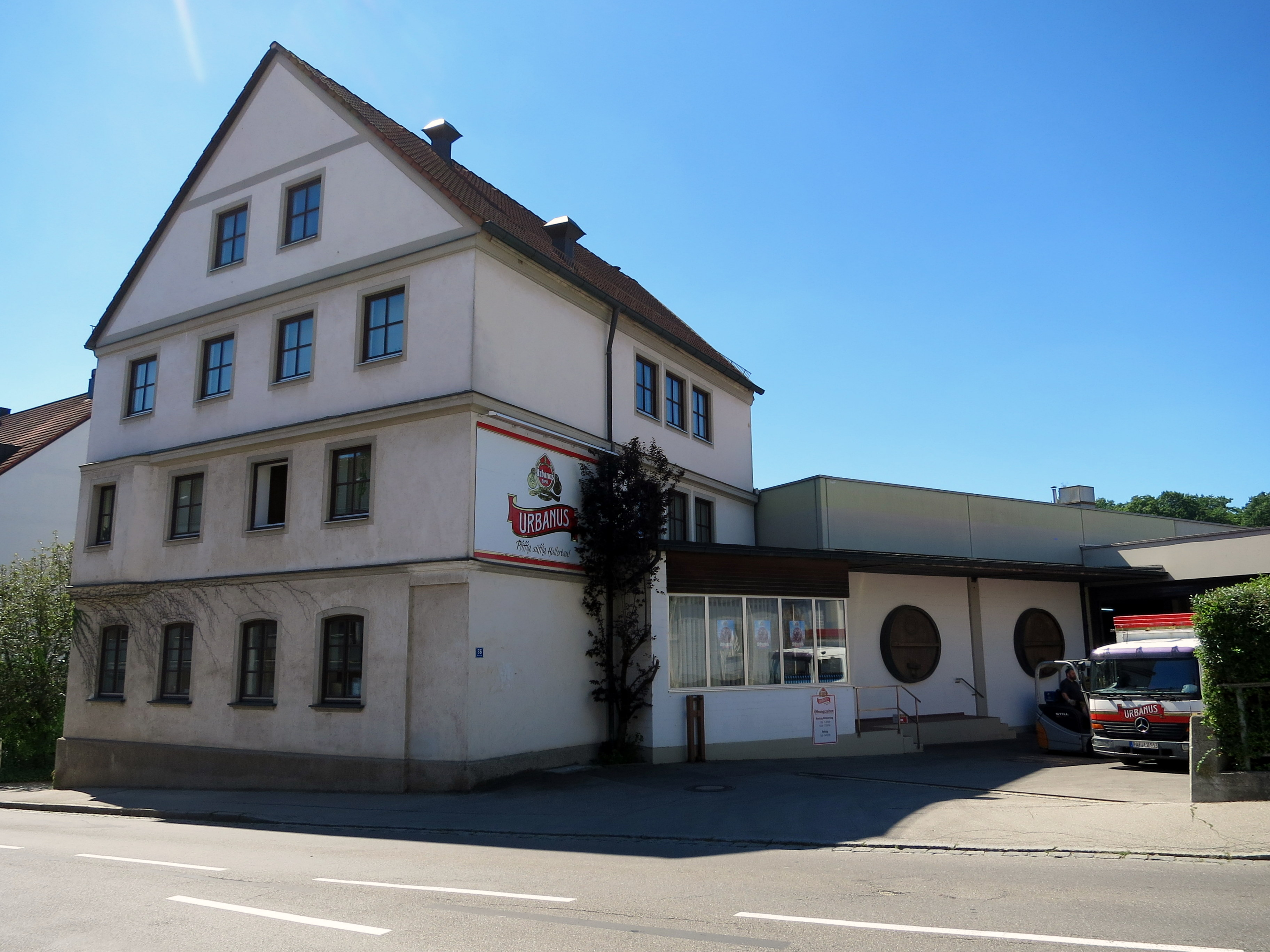
Brauereiwirtschaft
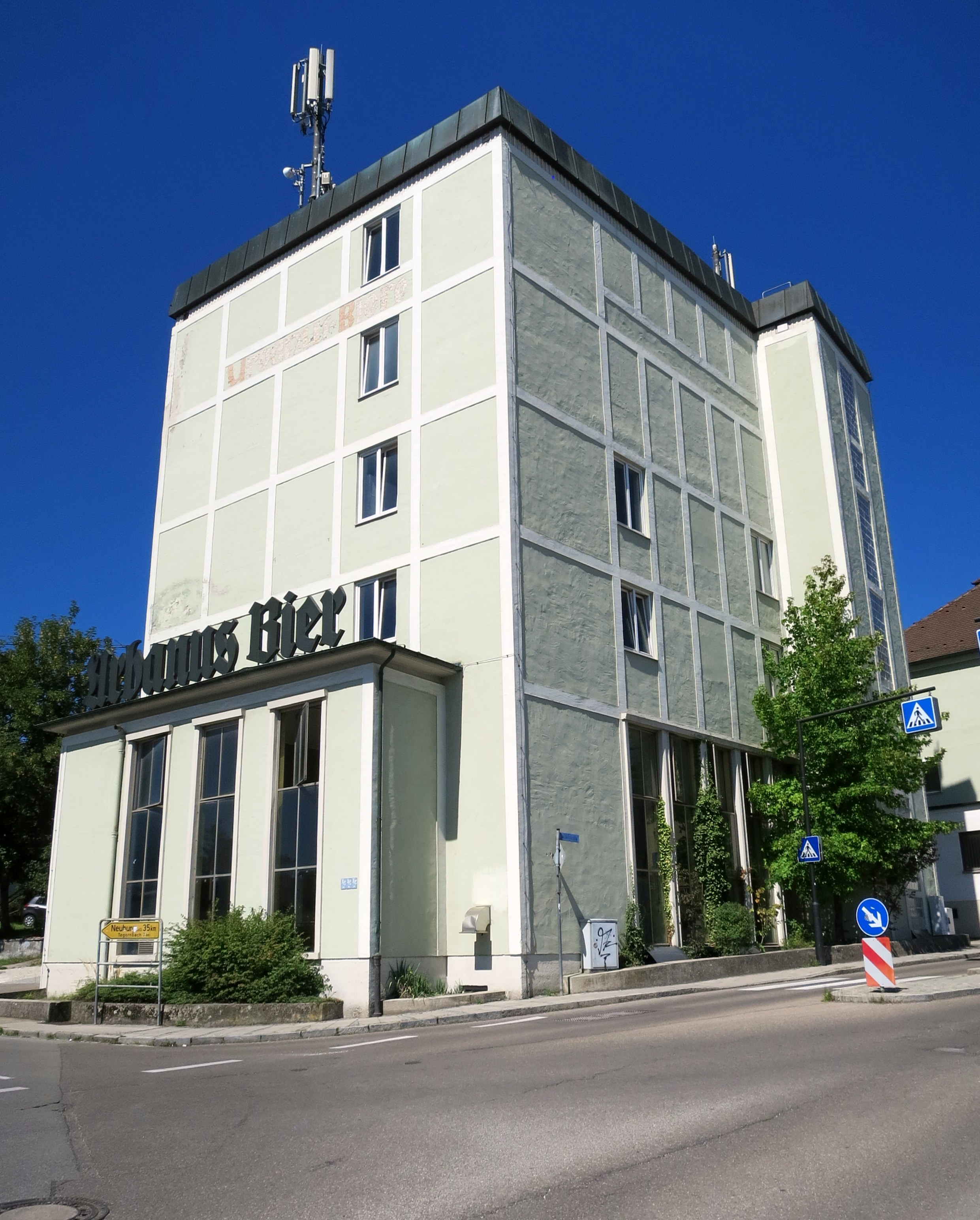
Sudhaus des Brauhauses Pfaffenhofen
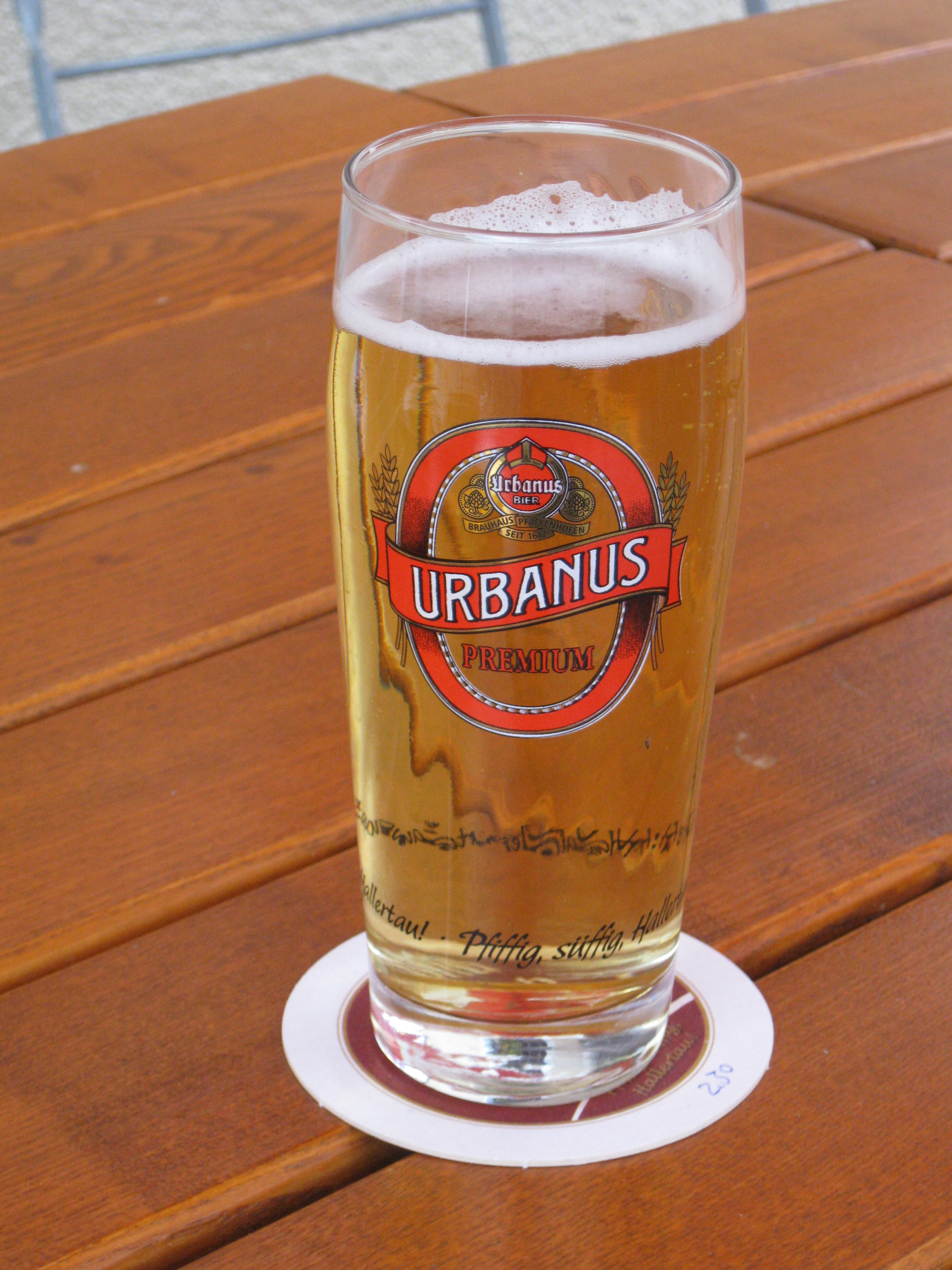
Ein Glas Urbanus Bier
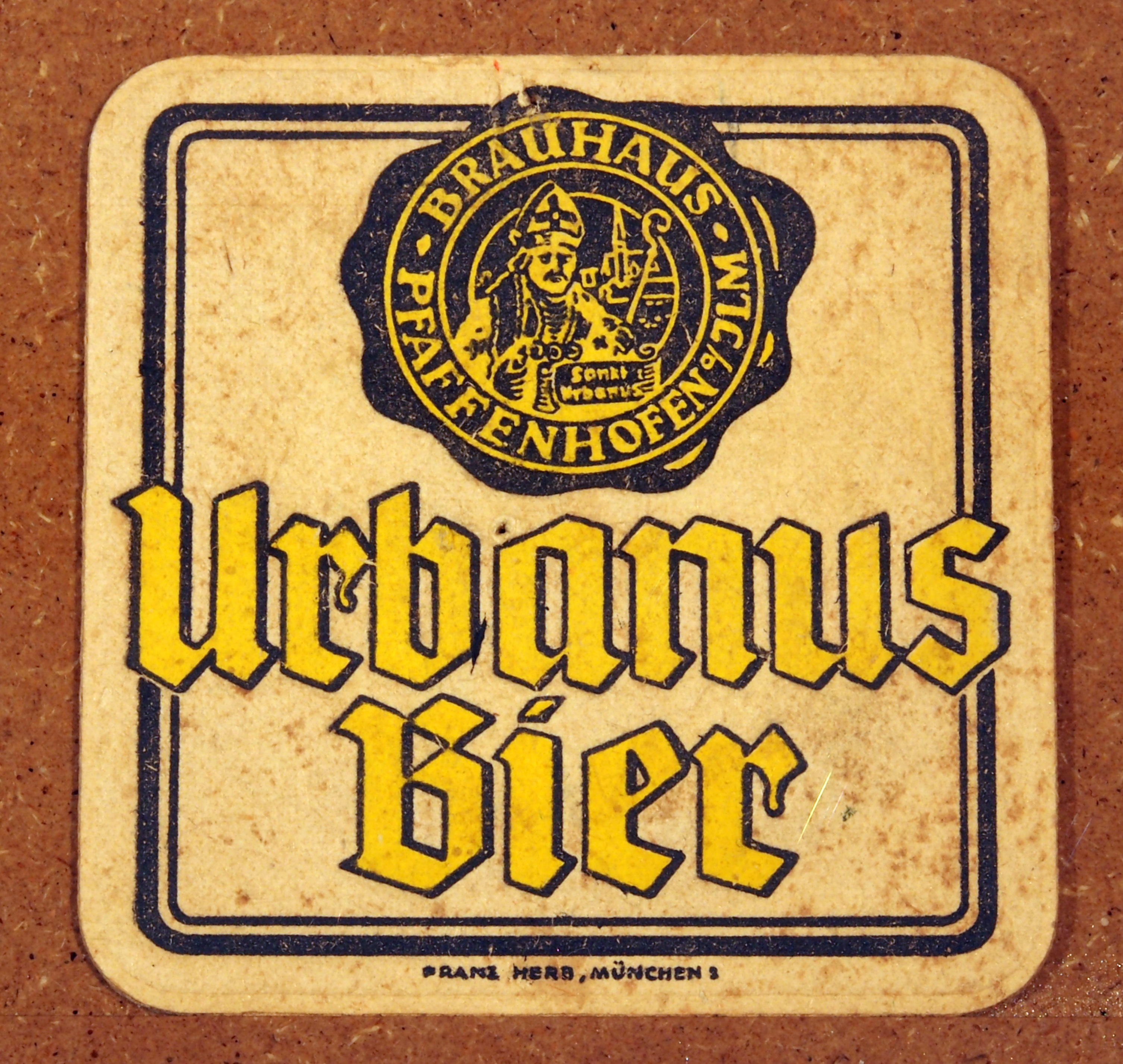
Bierfilzl des Urbanus-Biers

## Sonstiges
Auf der Pfaffenhofener Trabrennbahn Hopfenmeile fand alljährlich das Sebastian-Urban-Rennen, das bedeutendste Zuchtrennen in der Hallertau, statt. Benannt ist es nach dem Brauereibesitzer Sebastian Urban.
Das Brauhaus Pfaffenhofen stellte in Lizenz alkoholfreie Frucade-Getränke her.